# ライブRPG

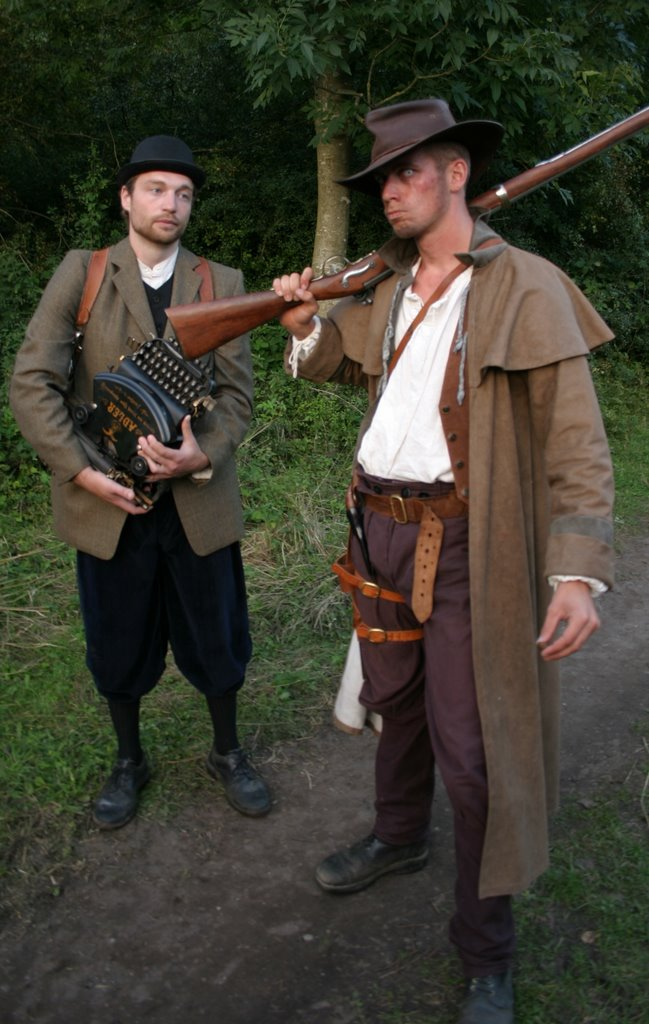
ゲーム内のキャラクターに扮装したライブRPGの参加者

ライブRPG、またはライブアクションRPG（英: Live action role-playing game）はロールプレイングゲームの1形態で、現実世界でプレイヤーの身体的行動を大きく伴う。略称としてLARP（ラープ）とも呼ばれる。
アメリカなどで盛んであるが、日本でもジャパン・ゲーム・コンベンション (JGC) などで行われたり、古くは雑誌「ログイン」において『ジャンケンズ・アンド・ドラゴンズ』といった誌上企画で実現した。メールRPGが「複数のプレイヤーが同じ日・同じ場所に集合できないために生まれた代替手段」として発展してきたものであるのとは対照的に、大型イベントとして同じ日・同じ場所に多数の人々が参加することを見込んで行われることが多い。例えばホテルなどの広い場所を借り切って、会場のところどころに配置された複数のゲームマスター (GM) が、プレイヤーにゲームの状況説明や次の行動の指示をし、プレイヤーがあちこち歩き回ってゲームを進めたりする。行為判定簡略化のために「じゃんけん」などが用いられることもある
近年では、上述の大型のようなイベントとは異なり、より個別の参加者のロールプレイが重視される形態のゲームがLARPと呼ばれて行われることが増えている。2012年から2013年にかけてキャッスル・ティンタジェルにてよりドイツ現地のプレイに近い「カーミニアLARP」が行われたのを皮切りに、国内のLARP団体が徐々に増加し、2018年3月には初の商業出版されたLARPシステム「ソードワールド2.0LARP」が発売され、ゲームマスタリーマガジンを通じたサポートが行われている。同紙第4号においては、神坂一、友野詳、弘司、佐藤ケイなどを招いたLARPゲームの様子が紹介された。
類似名称の「リアル・アクション・ロールプレイング」は、2019年11月にバンダイナムコエンターテインメントにより商標登録された（第6194087号）。

## JGCにおけるライブRPG

### JGC2006
JGC2006では、T&Tのルールが用いられた「ドラゴンで倒せ！ドラゴンを倒せ！」であった。
人間軍とモンスター軍にわかれ、いくつかの地区を回り、クエストを解決してレベルをあげていき、最後に人間軍とモンスター軍の軍勢が直接対決することになった。

### JGC2007
JGC2007では、迷宮キングダムの世界観が用いられた「戦国迷宮群雄伝」とナイトメアハンター＝ディープのルールが用いられたものの2種類が行われた。
迷宮キングダム
第1フェイズのクエスト達成状況により、上位と下位に分割した。
第2フェイズでは上位と下位で人間陣営と小鬼陣営に分かれ、クエストを行って解決数を競った。
最終決戦は第2フェイズまでのクエストの解決数により有利・不利を加味してじゃんけんを用いて行われた。
ナイトメアハンター＝ディープ
第1フェイズでは個人で勝利数を稼いでレベルを上げた。
第2フェイズでは5陣営にわかれて団体でクエストの達成を目指した。
第3フェイズでは2陣営にわかれてサバイバル戦となった。

### JGC2008
JGC2008では、ソード・ワールド2.0の新規発表を兼ねてのものと、大江戸RPG アヤカシのルールを元にされたものの2種類が行われた。
2007年のナイトメアハンター＝ディープならびに2008年の大江戸RPG アヤカシライブRPGでは、監修鈴木銀一郎、総指揮河村有木生の2名が主体で運営されている。

## キャッスル・ティンタジェルにおけるLARP

### 2012年
3回のワークショップを経て、6月より全7回のキャンペーンコンベンションをスタート。
そのうち1回は埼玉県日高のアリサンカフェを舞台に、山の中で野外LARPゲームも行った。

### 2013年
3月にて全7回のキャンペーンコンベンションは一旦の終了。
次回キャンペーンに向けてプロジェクト進行中。

## テーマパーク
- マジクエスト - ラグナシア